# Tim Grgurich
Tim Grgurich, né le 10 juin 1942, à Pittsburgh, en Pennsylvanie, est un joueur et entraîneur américain de basket-ball. 